# Сухопутные войска ГДР
Сухопутные войска Национальной народной армии Германской Демократической Республики (нем. Landstreitkräfte der Nationalen Volksarmee) — вид вооружённых сил Национальной народной армии ГДР, её сухопутные силы.

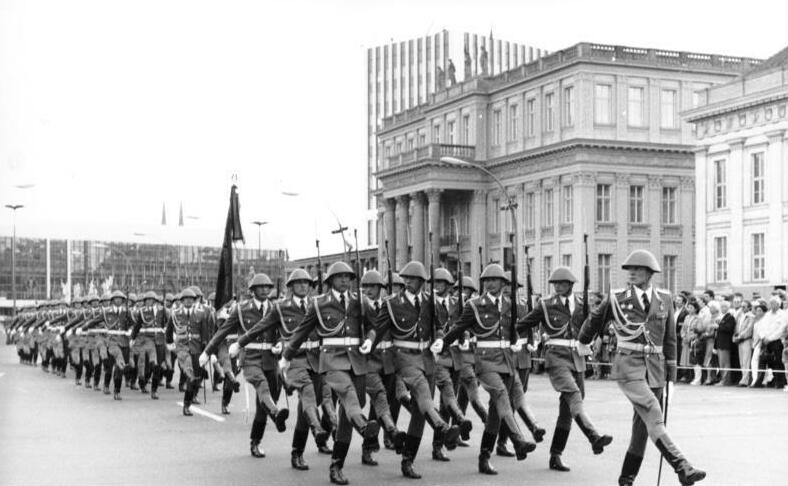
Сухопутные войска ГДР на параде в Восточном Берлине, 1985 год

## Оборудование, техника и отряды

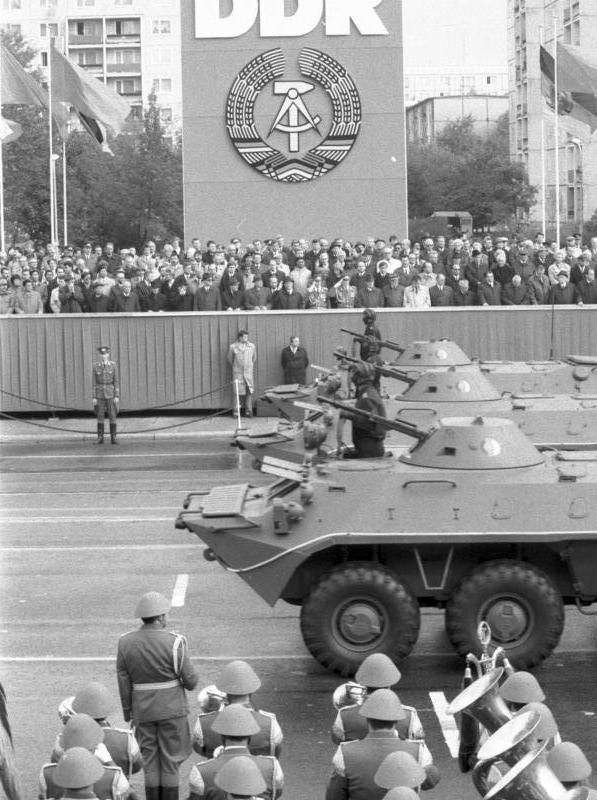
БТР-70 на параде в Восточном Берлине
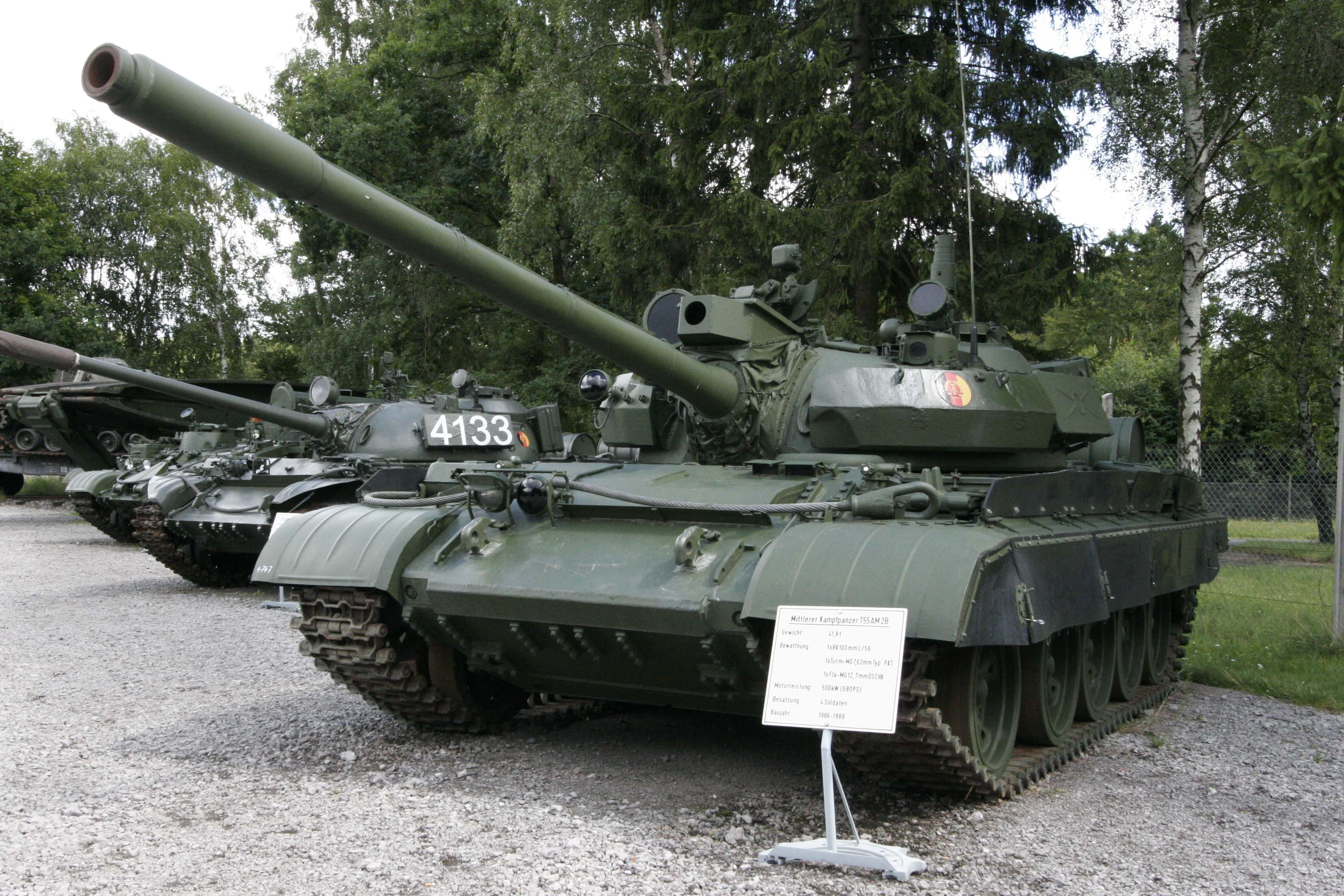
Т-55АМ2Б на выставке в Мюнстере
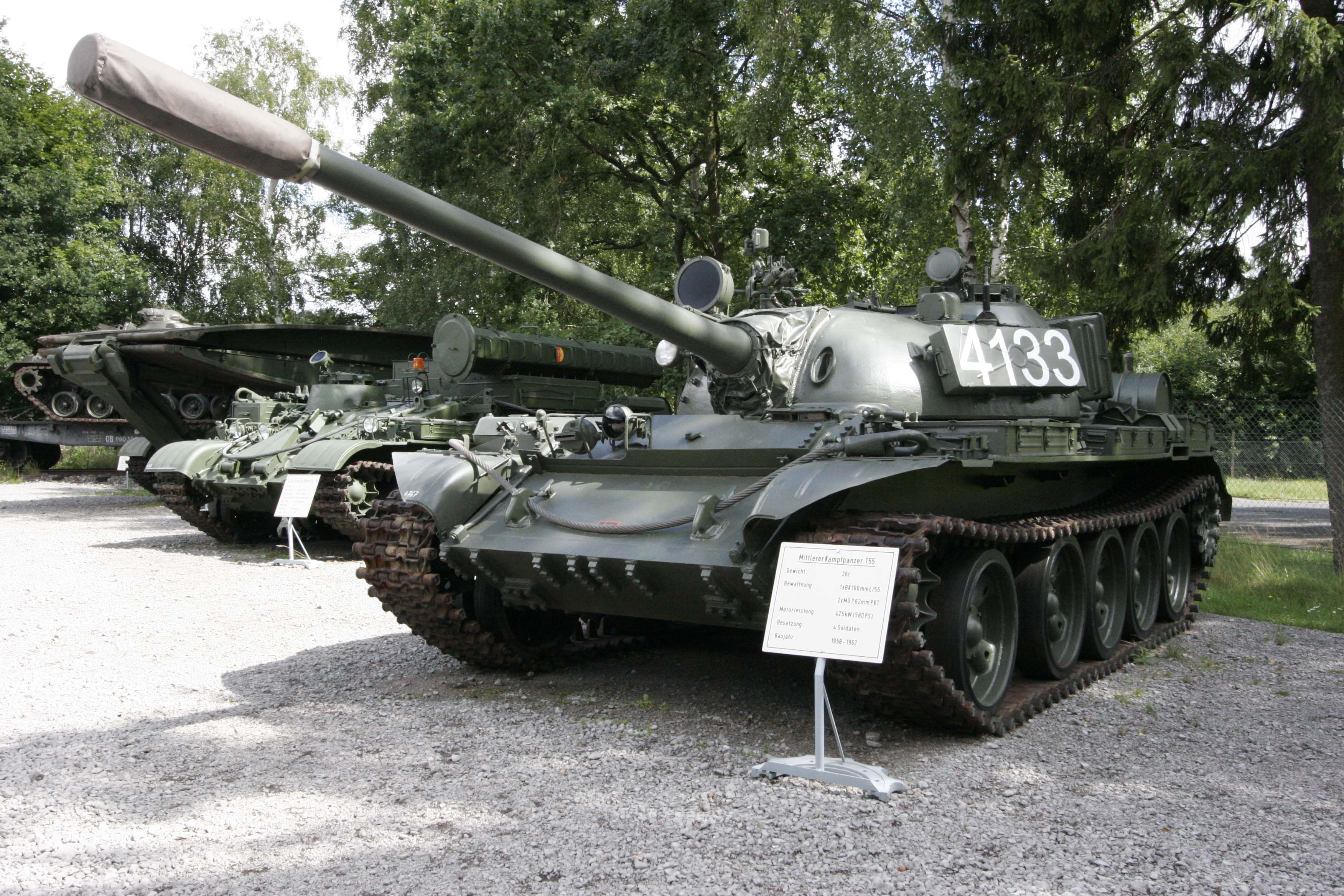
Т-55А на выставке в Мюнстере
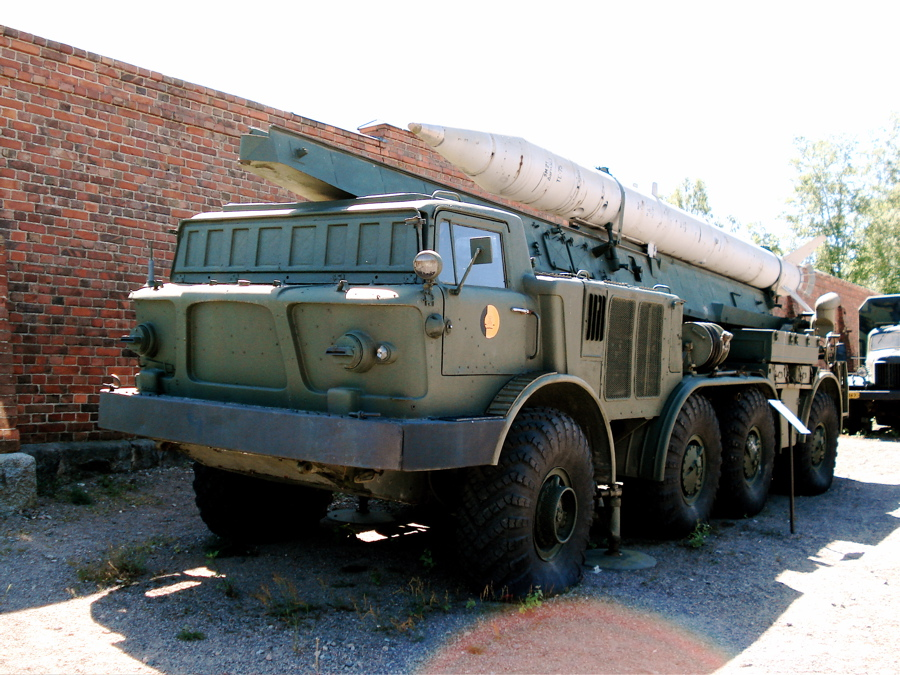
Самоходная пусковая установка тактических ракет 9П113
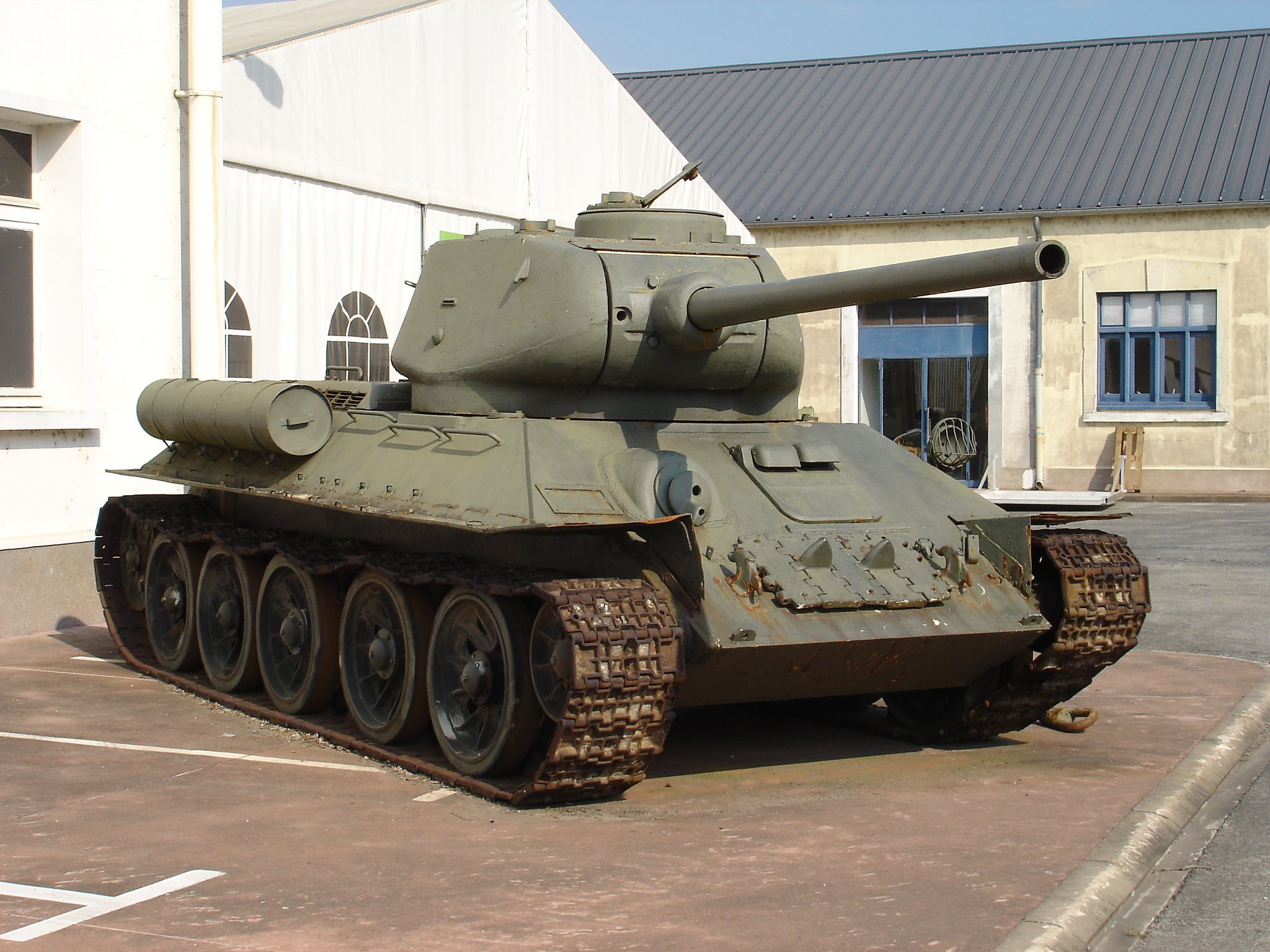
Примерно такие же Т-34-85 стояли на вооружении армии ГДР

## История
Создание сухопутных войск произошло в 1956 году в рамках создания национальной народной армии и министерства национальной обороны. С этой целью были реорганизованы и переименованы сухопутные части казарменной народной полиции, возникшие в 1952 г. в подчинении МВД ГДР. Министерство национальной обороны первоначально руководило сухопутными войсками непосредственно через два подчинённых территориальных управления КНП Север и Юг, которые с 1957 г. образовали командования III военных округов в Лейпциге и V в Нойбранденбурге (до 1956 г. в Пазевальке). В 1972 году военные округа были подчинены вновь созданному Командованию Сухопутных войск, которое отвечало за обучение и подготовку к развертыванию в мирное время.

## Организация

Организация в мирное время

Основными воинскими частями в сухопутных силах ГДР являются полк (в танковых, мотострелковых войсках, артиллерии и войсковом ПВО), отдельный батальон (в инженерных войсках, войсках химической защиты, войсках связи, войсках радиоэлектронной борьбы, радиотехнических войсках), отдельный дивизион (в дивизионных ракетных войсках, реактивной и противотанковой артиллерии) и отдельная эскадрилья (в армейской авиации), единственным тактическим - дивизия, которые могли быть танковыми или мотопехотными, соответственно артиллерия, войсковое ПВО и инженерные войска не имели тактических соединений, а артиллерийские, зенитно-ракетные и инженерные части входили в пехотные и танковые соединения, либо непосредственно в оперативные объединения, кроме корпусных ракетных войск где единственным тактическим соединением была бригада, основным оперативным объединением были военные округа (в военное время - армии). Таким образом в их составе имелись четыре мотострелковые и две танковые дивизии, объединённые в два военных округа.
Командование сухопутных сил (Kommando Landstreitkräfte) в Гельтове (деревня рядом с Потсдамом);
- Штаб (Stab)
- 3-й военный округ[нем.] (Militärbezirk III), в военное время должен был стать 3-й армией (3. Armee), штаб в Лейпциге;
  - 7-я танковая дивизия[нем.] (7. Panzerdivision), штаб в Дрездене;
    - 14-й танковый полк (Panzerregiment PR-14), штаб в Шпремберге (округ Котбус);
    - 15-й танковый полк (Panzerregiment PR-15), штаб в Котбусе;
    - 16-й танковый полк (Panzerregiment PR-16), штаб в Гроссенхайне (округ Дрезден);
    - 7-й мотострелковый полк (Mot.-Schützenregiment MSR-7), штаб в Мариенберге (округ Карл-Маркс-Штадт);
    - 7-й артиллерийской полк (Artillerieregiment AR-7), штаб в Франкенберге (округ Карл-Маркс-Штадт);
    - 7-й отдельный ракетный дивизион (Raketenabteilung RA-7), штаб в Цайтхайне (округ Дрезден);
    - 7-й зенитно-ракетный полк (Fla-Raketenregiment FRR-7), Цайтхайне;

  - 4-я мотострелковая дивизия[нем.] (4. Mot.-Schützendivision), штаб в Эрфурте;
    - 22-й мотострелковый полк (Mot.-Schützenregiment MSR-22), штаб в Мюльхаузене (округ Эрфурт);
    - 23-й мотострелковый полк (Mot.-Schützenregiment MSR-23), штаб в Бад-Зальцунгене (округ Зуль);
    - 24-й мотострелковый полк (Mot.-Schützenregiment MSR-24), штаб в Эрфурте;
    - 4-й танковый полк[нем.] (Panzerregiment PR-4), штаб в Готе (округ Эрфурт);
    - 4-й артиллерийский полк (Artillerieregiment AR-4), штаб в Эрфурте;
    - 4-й отдельный ракетный дивизион (Raketenabteilung RA-4), штаб в Эрфурте;
    - 4-й зенитно-ракетный полк (Fla-Raketenregiment FRR-4), штаб в Эрфурте;

  - 11-я мотострелковая дивизия[нем.] (11. Mot.-Schützendivision), штаб в Галле;
    - 16-й мотострелковый полк (Mot.-Schützenregiment MSR-16), штаб в Бад-Хранкенхаузене (округ Галле)
    - 17-й мотострелковый полк (Mot.-Schützenregiment MSR-17), штаб в Галле;
    - 18-й мотострелковый полк (Mot.-Schützenregiment MSR-18), штаб в Вайссенфельсе (округ Галле);
    - 11-й танковый полк (Panzerregiment PR-11), штаб в Зондерхаузене (округ Эрфурт);
    - 11-й артиллерийский полк (Artillerieregiment AR-11), штаб в Вольфене (округ Галле)
    - 11-й отдельный ракетный дивизион (Raketenabteilung RA-11), штаб в Хермсдорфе (округ Гера)
    - 11-й зенитно-ракетный полк (Fla-Raketenregiment FRR-11), штаб в Вайссенфельсе;

  - 3-й артиллерийский полк (Artillerieregiment 3), штаб в Гере;
  - 3-я ракетная бригада[нем.] (3. Raketenbrigade), штаб в Таутенхайне (округ Гера);
  - 3-й зенитно-ракетный полк (Fla-Raketenregiment 3 (FRR-3)), штаб в Хохенмёзеле (округ Галле);
  - 6-й учебный центр (Ausbildungszentrums 6), до 1986 года - 1-я унтер-офицерская школа имена Рудольф Эгельхофера (Unteroffiziersschule I „Rudolf Egelhofer“), в военное время должен был стать 6-й мотострелковой дивизией (6. motorisierte Schützendivision), штаб в Вайскайсселе;
  - 10-й учебный центр (Ausbildungszentrums 10), до 1986 года - 4-я унтер-офицерская школа имени Пауля Фрёлиха (Unteroffiziersschule IV „Paul Fröhlich“), в военное время должен был стать 10-й мотострелковой дивизией (10. motorisierte Schützendivision), штаб в Шнеберге;
  - 17-й учебный центр (Ausbildungszentrums 17), до 1986 года - 2-я унтер-офицерская школа имени Курта Бенневица (Unteroffiziersschule II „Kurt Bennewitz“), в военное время должен был стать 17-й мотострелковой дивизией (17. motorisierte Schützendivision), штаб в Деличе;
- 5-й военный округ[нем.] (Militärbezirk V), в военное время должен был стать 5-й армией (5. Armee), штаб в Нойбранденбурге;
  - 9-я танковая дивизия[нем.] (9. Panzerdivision), штаб в Эггезине (округ Нойбранденбург);
    - 21-й танковый полк (Panzerregiment PR-21), штаб в Шпрехтберге (округ Нойбранденбург);
    - 22-й танковый полк (Panzerregiment PR-22), штаб в Шпрехтберге;
    - 23-й танковый полк (Panzerregiment PR-23), штаб в Штальберге (округ Нойбранденбург);
    - 9-й мотострелковый полк (Mot.-Schützenregiment MSR-9), штаб в Трёхгехайде (округ Нойбранденбург)
    - 9-й артиллерийский полк (Artillerieregiment AR-9), штаб в Эггезине;
    - 9-й отдельный ракетный дивизион (Raketenabteilung RA-9), штаб в Шпрехтберге;
    - 9-й зенитно-ракетный полк (Fla-Raketenregiment FRR-9), штаб в Карпине (округ Росток);

  - 1-я мотострелковая дивизия[нем.] (1. Mot.-Schützendivision), штаб в Потсдаме;
    - 1-й мотострелковый полк (Mot.-Schützenregiment MSR-1), штаб в Ораниенбурге (округ Потсдам);
    - 2-й мотострелковый полк (Mot.-Schützenregiment MSR-2), штаб в Штансдорфе (округ Потсдам);
    - 3-й мотострелковый полк (Mot.-Schützenregiment MSR-3), штаб в Бранденбурге-на-Хафеле (округ Потсдам);
    - 1-й танковый полк «Фридрих Вольф»[нем.] (Panzerregiment PR-1 „Friedrich Wolf“), штаб в Белице (округ Потсдам);
    - 1-й артиллерийский полк (Artillerieregiment AR-1), штаб в Ленице (округ Потсдам);
    - 1-й отдельный ракетный дивизион (Raketenabteilung RA-1), штаб в Науэне (округ Потсдам);
    - 1-й зенитно-ракетный полк (Fla-Raketenregiment FRR-1), штаб в Брюкке (округ Потсдам);

  - 8-я мотострелковая дивизия[нем.] (8. Mot.-Schützendivision), штаб в Шверине;
    - 27-й мотострелковый полк (Mot.-Schützenregiment MSR-27), штаб в Шверине;
    - 28-й мотострелковый полк (Mot.-Schützenregiment MSR-28), штаб в Ростоке;
    - 29-й мотострелковый полк имени Эрнста Морица Арндта (Mot.-Schützenregiment 29 «Ernst Moritz Arndt»), штаб в Хагенове (округ Шверин);
    - 8-й танковый полк (Panzerregiment PR-8), штаб в Гольдберге (округ Шверин);
    - 8-й артиллерийский полк (Artillerieregiment AR-8), штаб в Ростоке;
    - 8-й отдельный ракетный дивизион (Raketenabteilung RA-8), штаб в Гольдберге;
    - 8-й зенитно-ракетный полк (Fla-Raketenregiment FRR-8), штаб в Шверине;

  - 5-я ракетная бригада[нем.]  (5. Raketenbrigade);
  - 5-й артиллерийский полк (Artillerieregiment 5), штаб в Дабеле (округ Шверин);
  - 5-й зенитно-ракетный полк (Fla-Raketenregiment 5 (FRR-5)), штаб в Базесполе (округ Нойбранденбург);
  - 19-й учебный центр (Ausbildungszentrums 19), до 1986 года - 15-й учебный центр (Ausbildungszentrum 15), в военное время должна была стать 19-й мотострелковой дивизией (19. motorisierte Schützendivision), штаб в Вулкове;
    - 19-й учебный танковый полк (Panzerausbildungsregiment 19), штаб в Бурге;
    - 30-й учебный мотострелковый полк (Mot.-Schützenausbildungsregiment 30), штаб в Бурге;
    - 31-й учебный мотострелковый полк (Mot.-Schützenausbildungsregiment 31), штаб в Глёвене;
    - 32-й учебный мотострелковый полк (Mot.-Schützenausbildungsregiment 32), штаб в Бурге;
    - 19-й учебный артиллерийский полк (Artillerieausbildungsregiment 19), штаб в Клице;
    - 19-й артиллерийский дивизион (Raketenabteilung 19), штаб в Клице;

  - 20-й учебный центр (Ausbildungszentrums 20), до 1986 года - 3-я унтер-офицерская школа имени Макса Матерна (Unteroffiziersschule III „Max Matern“) в военное время должна была стать 20-й мотострелковой дивизией (20. motorisierte Schützendivision), штаб в Карпине;
- тактические соединения подчинявшиеся непосредственно Командованию Сухопутных войск, а именно:
  - 40-я артиллерийская бригада[нем.] (40. Artilleriebrigade) (2 дивизиона были оснащены буксируемыми гаубицами «Д-30», 1 дивизион - буксируемыми пушками «М-46», 1 дивизион - РЗСО «RM-70» чехословацкого производства);
- части подчинявшиеся непосредственно Командованию Сухопутных войск, а именно:
  - 40-й воздушно-десантный полк[нем.] имени Вилли Зенгера (Luftsturmregiment 40 „Willi Sänger“);
  - 40-й отдельный батальон охраны и обеспечения (Wach- und Sicherstellungsbataillon 40);
  - а также 40-й отдельный инженерно-сапёрный батальон (Pionierbaubataillon 40), 40-й отдельный дорожно-мостовой батальон (Ingenieurbaubataillon 40), 40-й отдельный батальон связи (Nachrichtenbataillon 40);
- (учебные заведения и учебные подразделения)
  - Военное училище сухопутных сил имени Эриха Хаберзаата (Militärtechnische Schule der Landstreitkräfte „Erich Habersaath“);
  - Военная академия имени Эрнста Тельмана (Offiziershochschule der Landstreitkräfte „Ernst Thälmann“);
  - Учебные части: 40-я учебная воздушно-десантная база (Fallschirmjägerausbildungsbasis 40), учебный технический центр (Ausbildungs-Technisches Zentrum 40), учебная рота военной полиции (Militärstreifenausbildungskompanie), 40-й противовоздушный учебный центр (Fla-Raketenausbildungszentrum 40).

В 1956—1958 годах в составе 5-го военного округа была 6-я мотострелковая дивизия.
Оперативные объединения
Каждый из военных округов состоял из:
- двух мотострелковых дивизий;
- одной танковой дивизии;
- одной ракетной бригады (первоначально были вооружены были вооружены оперативно-тактическими ракетными комплексами 9K72M «Эльбрус», позднее также - оперативно-тактическими ракетными комплексами ОТР-23 «Ока», каждая из них состояла из двух дивизионов, каждый из них - из двух батарей, в свою очередь каждая из этих батарей - из двух взводов, каждый из которых имел по одной пусковой установке оперативно-тактического ракетного комплекса);
- частей окружного подчинения, а именно:
  - одного артиллерийского полка (первоначально были вооружены корпусными пушками «МЛ-20» и корпусными гаубицами «Д-1», позднее также корпусными пушками «М-46» и корпусными гаубицами «152-мм пушка-гаубица Д-20»);
  - одного отдельного дивизиона реактивной артиллерии (первоначально были вооружены корпусными РЗСО «БМ-24», позднее также корпусными РЗСО «БМ-27»);
  - одного отдельного противотанкового дивизиона;
  - одного отдельного зенитно-ракетного дивизиона (с 1970-х гг. были вооружены корпусными ЗРК «Круг», до 1970-х гг. - зенитными пушками «52-К» и «КС-19»);
  - одной вертолётной эскадры (Kampfhubschraubergeschwader) (были вооружены вертолётами «Ми-2», «Ми-8» и «Ми-24»);
  - одного отдельного радиотехнического батальона (Funktechnisches Bataillon) (первоначально были оснащены РЛС «П-12» и «П-15», с 1970-х гг. РЛС «П-18» и  «П-19»);
  - одного отдельного батальона радиоэлектронной борьбы (Bataillon Funkelektronischer Kampf) (были оснащены станциями помех «СПР-1»);
  - одного отдельного разведывательного батальона;
  - одного отдельного батальона охраны и обеспечения (Wach- und Sicherstellungsbataillon);
  - а также одного отдельного инженерно-сапёрного полка (Pionierregiment), одного отдельного понтонно-мостового полка (Pontonregiment), одного отдельного полка связи, одного отдельного батальона химической защиты, одного отдельного батальона материального обеспечения и одного отдельного ремонтного батальона.

Тактические соединения
Каждая мотострелковая дивизия состояла из:
- трёх мотострелковых полков, с 1970-х гг. два из которых были на БТР, один - на БМП;
- одного танкового полка;
- одного артиллерийского полка, два дивизиона первоначально были вооружены были вооружены дивизионными буксируемыми пушками «ЗиС-3» и «Д-44» и дивизионными буксируемыми гаубицами «М-30», позднее - полковыми буксируемыми гаубицами «Д-30», один дивизион первоначально был вооружён дивизионными самоходными пушками «СУ-76», «СУ-85» и «СУ-100», позднее - дивизионными самоходными гаубицами «2С3»);
- одного отдельного ракетного дивизиона (первоначально были вооружены тактическими ракетными комплексами «2К6», позднее также и тактическими ракетными комплексами «9К79», каждый из которых состоял из двух стартовый батарей, каждая из стартовых батарей в свою очередь была оснащена одной ТРК);
- одного реактивного дивизиона (первоначально был вооружён дивизионными РЗСО «БМ-13» и  «БМ-14», позднее - дивизионными РЗСО «БM-21»);
- одного противотанкового дивизиона (первоначально был вооружён противотанковыми пушками «ЗиС-2» «Т-12» и «Д-48» и самоходными ПТРК «3М6» и «9К11», позднее также и противотанковыми пушками «МТ-12» и самоходными ПТПК «9К114»);
- одного зенитно-ракетного полка (fla-raketenregiment) (первоначально был вооружён зенитными пушками «61-К» и «С-60», с 1976 года - дивизионными ЗРК «Куб»);
- одного отдельного разведывательного батальона (aufklärungsbataillon);
- а также одного инженерно-сапёрный батальона (pionierbataillon) (были оснащены гусеничными самоходными паромами «ГСП-55»), комендантской роты, отдельного батальона химической защиты (bataillon chemische abwehr), батальона связи, батальона материально-технического снабжения (bataillon materielle sicherstellung), ремонтно-восстановительного батальона (instandsetzungsbataillon), медицинско-санитарного батальона (sanitätsbataillon);

До декабря 1956 года мотострелковые дивизии являлись стрелковыми дивизиями.
Каждая танковая дивизия состояла из:
- трёх танковых полков;
- одного мотострелкового полка, с 1970-х гг. на БМП;
- одного артиллерийского полка (первоначально был вооружён дивизионными самоходными пушками «СУ-76», «СУ-85» и «СУ-100», позднее - дивизионными самоходными гаубицами «2С3»);
- одного ракетного дивизиона (первоначально были вооружены тактическими ракетными комплексами «2К6», позднее также и тактическими ракетными комплексами «9К79», каждая из стартовых батарей в свою очередь была оснащена одной ТРК);
- одного реактивного дивизиона (первоначально был вооружён дивизионными РЗСО «БМ-13» и «БМ-14», позднее дивизионными РЗСО «БM-21»);
- одного зенитно-ракетного полка (первоначально был вооружён зенитными пушками «61-К» и «ЗСУ-57-2», с 1976 года - дивизионными ЗРК «Куб»);
- одного отдельного разведывательного батальона;
- а также одного инженерно-сапёрного батальона (были оснащены гусеничными самоходными паромами «ГСП-55»), комендантской роты, батальона химической защиты, батальона связи, батальона материально-технического снабжения, ремонтно-восстановительного батальона, медицинско-санитарного батальона;

В распоряжении каждого из учебных центров в мирное время находились от 25 до 80 танков (преимущественно Т-54 и Т-55 и только лишь в 20-м учебном центре - 31 танк Т-72), по 30-31 БМП, от 2 до 41 БТР, от 2 до 17 артиллерийских орудий, от 2 до 6 танковых мостоукладчиков. В военное время количество танков увеличивалось до 214, БТР - до 333-368, артиллерийских орудий до 124-126, танковых мостоукладчиков до 13.
Воинские части
Каждый мотострелковый полк делился на следующие подразделения:
- трёх мотострелковых батальонов (были вооружены преимущественно бронетранспортёрами «БТР-40», «БТР-152», «БТР-60», реже - «БТР-70», «БМП-1» и «БМП-2», из стрелкового оружия с конца 1956 года были вооружены преимущественно автоматами «АК-47», позднее отдельные полки также и автоматами «АК-74», до конца 1956 года мотострелковые полки были вооружены автоматами «ППШ-41», стрелковые полки - винтовками Мосина, в качестве командно-штабных машин полка и батальонов - «Р-137Б» или «Р-140БМ»);
- одного танкового батальона (первоначально были вооружены только средними танками «Т-34», «Т-54», «Т-55», позднее отдельные также и основными боевыми танками «Т-72»);
- одной артиллерийской батареи (огневые взводы - были вооружены буксируемыми полковыми гаубицами «Д-30», в качестве тягачей «МТ-ЛБ», взводы управления - машинами управления «1В13», «1В14», «1В15», «1В16»);
- одной противотанковой батареи (были вооружены переносными «9К111», до 1964 года - полковой противотанковой пушкой «Б-11»);
- одной зенитно-ракетной батареи (первоначально были вооружены зенитными пулемётными установками «ЗПУ-2» и «ЗПУ-4»,  с 1968 года - зенитными самоходными установками ЗСУ-23-4 «Ши́лка», с 1976 года - полковыми ЗРК 9К31 «Стрела-1», с 1984 года - полковыми ЗРК 9K33 «Оса»);
- одной разведывательной роты (по 6 БРДМ и 3 БМП в каждом);
- а также одной инженерно-сапёрной роты (по 3 тяжёлых механизированных моста «ТММ-3» и 1 путепрокладчику «БАТ»), одной роты связи (были оснащены передвижными радиостанциями «Р-137Б» или «Р-140БМ», телефонными станциями «П-238БТ» и «П-240БТ»), одной комендантской роты, одной роты материально-технического снабжения, одной ремонтной роты, одного медицинского пункта.

До декабря 1956 года мотострелковые полки (кроме тех из них были в составе танковых дивизий) являлись стрелковыми полками.
Каждый танковый полк делился на следующие подразделения:
- трёх танковых батальонов (по 31 танку в каждом, первоначально были вооружены только средними танками «Т-34», «Т-54», «Т-55», позднее также и основными боевыми танками «Т-72»);
- одной мотострелковой роты (с 1975 года - по 13 БМП в каждом, до 1975 года были вооружены бронтранспортёрами «БТР-40», «БТР-152», «БТР-60», из стрелкового оружия с конца 1956 года были вооружены преимущественно автоматами «АК-47», позднее отдельные полки также и автоматами «АК-74», до конца 1956 года были вооружены автоматами «ППШ-41»);
- одной артиллерийской батареи (по 6 орудий в каждой, огневые взводы были вооружены самоходными полковыми гаубицами «2С1», взводы управления - машинами управления «1В13», «1В14», «1В15», «1В16»);
- одной зенитно-ракетной батареи (первоначально были вооружены зенитными пулемётными установками «ЗПУ-2» и «ЗПУ-4»,  с 1968 года - зенитными самоходными установками ЗСУ-23-4 «Ши́лка», с 1976 года - полковыми ЗРК 9К31 «Стрела-1», с 1984 года - полковыми ЗРК 9K33 «Оса»);
- одной разведывательной роты (по 6 БРДМ и 3 БМП в каждом);
- а также одной инженерно-сапёрной роты (по 3 танковых мостоукладчика «BLG 60» в каждой), одной роты связи, одной комендантской роты, одного взвода химической защиты, одной роты материально-технического снабжения, ремонтной роты и одного медицинского пункта.

Каждый артиллерийской полк состоял из:
- двух гаубичных артиллерийских дивизионов;
- одного самоходного артиллерийского дивизиона;
- разведывательной батареи (взводы радиолокационной разведки которых были оснащены РЛС «СНАР-10»);
- а также одного взвода химической защиты, одной роты материально-технического обеспечения, ремонтной роты, одного медицинского пункта.

## Руководители

### Главы Командования Сухопутных войск ГДР
- Генерал-полковник Хорст Штехбах (1976-1989)
- Генерал-лейтенант Хорст Скерра (1990)
- Генерал-майор Ганс-Христиан Райхе (1990)

### Начальники Штаба Командования Сухоптуных войск ГДР
- Генерал-лейтенант Фриц Петер (1972-1976)
- Генерал-лейтенант Хайнц Хандке (1978-1982)
- Генерал-майор Лотар Энгельгардт (1990)
- Генерал-майор Роланд Гроссер (1990)

## Техника и вооружение

### Огнестрельное оружие
- (пистолеты)
  - Пистолет Макарова
- (автоматы)
  - ППШ-41
  - AK/AKM
  - AK-74
- (пулемёты)
  - РПД
  - РПК
  - ПК
  - ДП
- (снайперские винтовки)
  - СВД
- (гранатомёты)
  - РПГ-7
  - РПГ-18

### Бронетехника
- (боевые машины пехоты)
  - с 1975 года - боевые машины пехоты БМП-1;
  - с 1983 года - боевые машины пехоты БМП-2;
- (боевые разведывательно-дозорные машины)
  - с 1965 года - боевые разведывательно-дозорные машины БРДМ-1;
  - с 1972 года - боевые разведывательно-дозорные машины БРДМ-2;
- (бронетранспортёры)
  - бронетранспортёры БТР-40
  - бронетранспортёры БТР-152
  - с 1963 года - бронетранспортёры БТР-60;
  - с 1979 года - бронетранспортёры БТР-70;,
  - плавающие бронетранспортёры МТ-ЛБ
  - бронетранспортёры SPW-251
- (танки)
  - средние танки Т-34 и Т-54;
  - до 1968 года - тяжёлые танки ИС-2
  - с 1964 года - средние танки Т-55;
  - с 1978 года - основные боевые танки Т-72;
  - плавающие танки ПТ-76.

### Ракетные установки и артиллерия
- (батальонная артиллерия)
  - с 1956 года - батальонные миномёты «БМ»;
  - 1969-1990 гг. - батальонные противотанковые гранатомёты «СПГ-9»;
  - 1957-1964 гг. - батальонная противотанковая пушка «Б-10»;
- (полковая артиллерия)
  - с 1971 года - полковые буксируемые гаубицы «Д-30»;
  - с 1981 года - полковые самоходные гаубицы 2С1 «Гвоздика»;
  - с 1956 года - полковые миномёты «ПМ-43»;
  - полковые миномёты «М-120»;
  - с 1980-х гг. - полковые миномёты «2Б11»;
  - в 1957-1964 гг. - полковые противотанковые пушки «Б-11»;
- (дивизионная артиллерия)
  - в 1956-1964 гг. - дивизионные буксируемые пушки «ЗИС-3»;
  - в 1956-1962 гг. - дивизионные самоходные пушки «СУ-76»;
  - с 1956 года - дивизионные буксируемые пушки «Д-44»;
  - с 1956 года - дивизионные буксируемые гаубицы М-30;
  - с 1978 года - дивизионные самоходные гаубицы 2С3 «Акация»;
  - в 1956-1964 гг. - противотанковые пушки «ЗИС-2»;
  - противотанковые пушки Д-48;
  - с 1965 года - противотанковые пушки Т-12;
  - с 1970-х гг. - противотанковые пушки МТ-12;
  - дивизионные РСЗО БМ-14;
  - с 1967 года - дивизионные РЗСО БM-21 «Град»;
  - с 1962 года - тактические ракетные комплексы 2К6 «Луна» и 9К52 «Луна-М»
  - с 1983 года - тактические ракетные комплексы 9К79 «Точка»
- (корпусная артиллерия)
  - с 1956 года - корпусные буксируемые пушки «МЛ-20»
  - c 1966 года - корпусные буксируемые пушки «М-46»;
  - с 1956 года - корпусные буксируемые гаубицы «Д-1»
  - с 1973 года - корпусные буксируемые гаубицы «Д-20»;
  - с 1965 года - корпусные РСЗО БМ-24;
  - с 1962 года - оперативно-тактические ракетные комплексы 9K72M «Эльбрус»;
  - с 1985 года - оперативно-тактические ракетные комплексы 9K714 «Ока».

### Войсковое ПВО
- (полковое ПВО)
  - с 1968 года - полковые зенитная самоходные установки ЗСУ-23-4 «Шилка»;
  - с 1976 года - полковые ЗРК 9К31 «Стрела-1»;
  - с 1984 года - полковые ЗРК 9K33 «Оса»;
  - с 1985 года - полковые ЗРК 9К35 «Стрела-10»;
- (дивизионное ПВО)
  - в 1956-1961 гг. - дивизионные зенитные пушки «61-К»
  - с 1957 года - дивизионные зенитные пушки «С-60»;
  - в 1957-1974 гг. - дивизионные зенитные самоходные установки «ЗСУ-57-2»
  - с 1976 года - дивизионные ЗРК 2К12 «Куб»;
- (корпусное ПВО)
  - в 1956-1961 гг. - зенитные пушки «52-К»
  - в 1958-1980 гг. - зенитные пушки «КС-19»;
  - с конца 1960-х гг. - корпусные ЗРК 2К11 «Круг».

### Внедорожники
- ГАЗ-66
- П2М
- Horch P3
- ГАЗ-69
- УАЗ-469

### Транспорт
- IFA H3A
- IFA H6
- IFA S4000
- IFA G5
- ЗИЛ-157
- ЗИЛ-164
- Robur LO
- IFA W50
- IFA L60
- Урал-375
- Урал-4320
- КрАЗ-214
- КрАЗ-255
- МАЗ-543
- ГАЗ-66
- ЗИЛ-131
- ЗИЛ-135
- Tatra 148
- Tatra 813
- Tatra 815
- MZ TS 250 und 250/1